# Śnieżna Szczelina
Śnieżna Szczelina – jaskinia, a właściwie schronisko, w Dolinie Kościeliskiej w Tatrach Zachodnich. Wejście do niej znajduje się w górnej części Wąwozu Kraków, w zboczu Wysokiego Grzbietu, powyżej ujścia Żlebu Trzynastu Progów, na wysokości 1613 metrów n.p.m. Jaskinia jest pozioma, a jej długość wynosi 5,5 metrów.

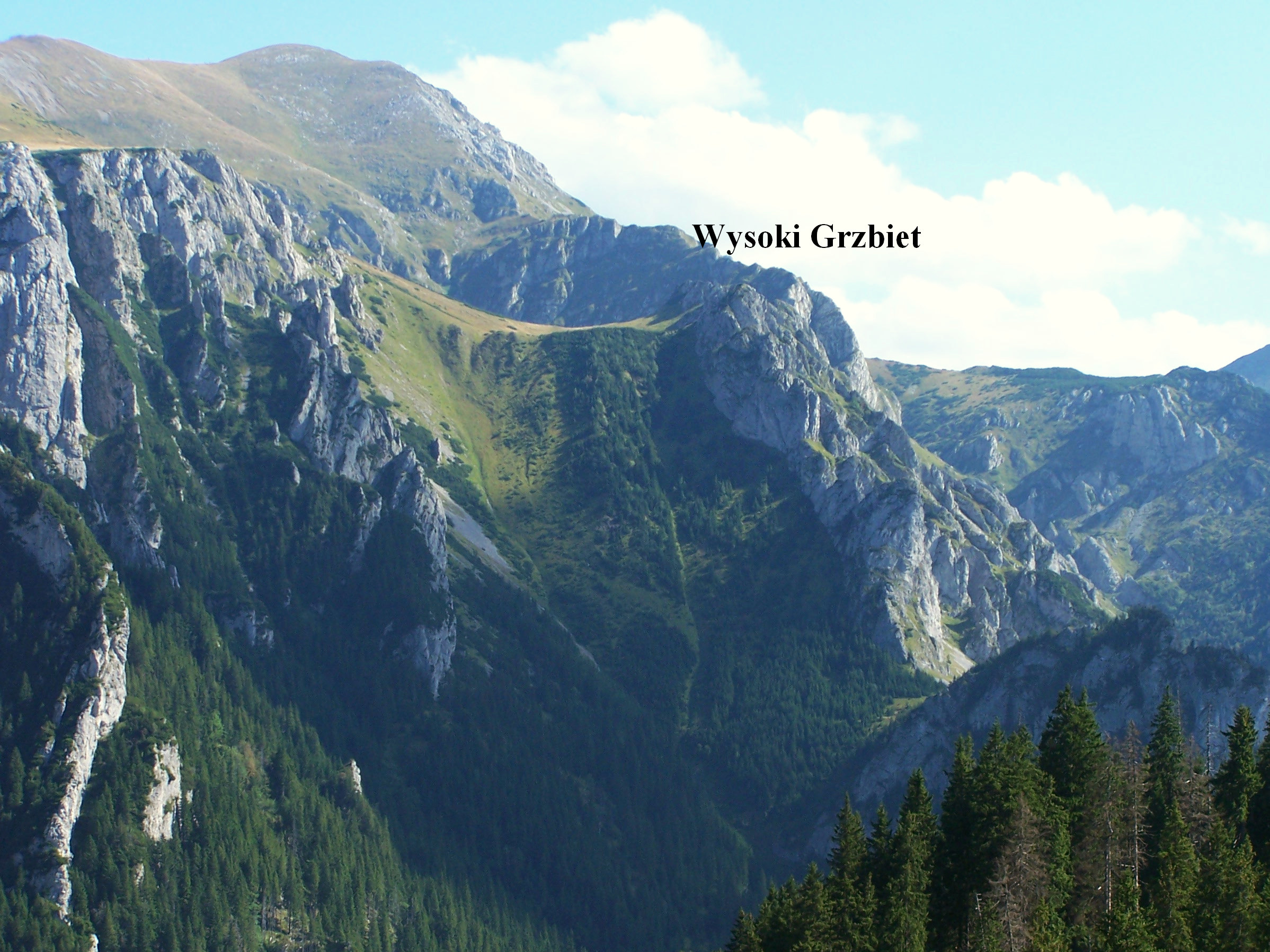
Wysoki Grzbiet

## Opis jaskini
Jaskinię stanowi poziomy, wysoki i szczelinowy korytarzyk zaczynający się w niewielkim szczelinowym otworze wejściowym, a kończący szczeliną nie do przejścia.

## Przyroda
W jaskini brak jest nacieków. Ściany są wilgotne, rosną na nich rośliny kwiatowe i paprocie. Na końcu korytarzyka przez cały rok występuje lód.

## Historia odkryć
Pierwszą wzmiankę o jaskini opublikował Z. Wójcik w 1969 roku. Jej plan i opis sporządziła R. Kardaś przy pomocy P. Herzyka i E. Kuźniak w 1977 roku.